# Zuidbarge
Zuidbarge (Drents: Zuudbarge) is een buurtschap behorende bij de plaats Emmen, in de Nederlandse provincie Drenthe. Het heeft 382 inwoners in 2019 en is van oorsprong een zelfstandig dorp. Tegenwoordig is het officieel geen afzonderlijke kern meer: formeel is het een wijk van de plaats Emmen.
Deze langs het Oranjekanaal gelegen buurtschap dankt haar naam aan het Drentse woord "barg", dat berg betekent. Het dorp was altijd het hoger gelegen deel naast het Bargermeer dat later drooggelegd is. Het is nu, evenals Zuidbarge zelf, een kleine woonwijk van Emmen.
Zuidbarge bestaat sinds 1362 en heeft een molen, genaamd Zeldenrust. Zuidbarge had van 1905 tot 1938 en tijdens de Tweede Wereldoorlog een station aan de spoorlijn Zwolle - Stadskanaal.

## Geboren in Zuidbarge
- Henk Tiesinga (1949-2023), politicus (CDA) en bestuurder
- Bouke Arends (1966), politicus